# Dovecot
Dovecot est un serveur IMAP et POP3 pour les systèmes d'exploitation Unix et dérivés, conçu avec comme premier but la sécurité. Dovecot est distribué en double licence MIT et LGPL-2.1-only.

## Historique
Dovecot est le leader mondial des serveurs IMAP depuis les années 2010 au moins. Il représente plus d'une machine sur deux dès 2013 et franchis les 75% de part de marché en 2018. Sa croissance reste constante depuis.

## Fonctionnalités
Dovecot gère les formats de boîte de messagerie mbox et Maildir. Les quotas Maildir++ sont également gérés. Il prend en charge de manière complète IMAP4 révision 1 et POP3.
Les méthodes d'identifications offertes sont CRAM-MD5, DIGEST-MD5, APOP, NTLM de Microsoft, GSSAPI (Kerberos v5), LDAP, Base de données RPA, LOGIN, à l'aide d'un compte anonyme, OTP et SKEY.
Dovecot propose également des greffons (voir section Module) qui permettent d'augmenter le nombre de fonctionnalités.
Dovecot offre aux administrateurs de nombreux outils de migration des serveurs Uw-IMAP, Uw-POP3, Linuxconf, VIMAP, Courier IMAP et POP3 ainsi que Cyrus IMAP et POP3.
Dovecot inclut également un MDA (nommé « Local delivery agent » dans la documentation), avec un support optionnel des filtres Sieve.
L'IPv6, SSL et TLS sont pris en charge.
Les systèmes d'exploitation pris en charge sont GNU/Linux, Solaris, FreeBSD, OpenBSD, NetBSD et MacOSX.

## Modules
- Module quota pour l'application et le suivi des quotas.
- Module imap_quota pour interroger l'état actuel des quotas.
- Module acl pour le contrôle des accès aux boîtes de messagerie.
- Module convert pour passer d'un modèle de boîte de messagerie à l'autre à la connexion de l'utilisateur.
- Module trash afin d'effacer les emails du répertoire Trash quand l'utilisateur dépasse son quota.
- Module lazy_expunge afin de faire que les commandes EXPUNGE et DELETE ne fassent que déplacer les mails à un autre endroit.
- Module expire qui permet d'effacer les courriels au bout d'un certain nombre de jours.
- Module zlib qui permet un accès en lecture seule aux boîtes de messagerie compressées au format gzip.
- Module mail_log afin d'enregistrer des actions des emails.

Également disponibles des modules externes.